# Тургайская область (Российская империя)
Тургайская область (каз.  Торғай облысы) — область в Российской империи, существовавшая в 1868—1920 годах. Областное правление, возглавляемое военным губернатором, помещалось в Оренбурге (не в Тургае).
Бо́льшая часть Тургайской области занимала территорию современного Казахстана, небольшая северо-восточная часть бывшего Актюбинского уезда с поселком Акбулак ныне входит в Оренбургскую область России, ещё одна небольшая часть бывшей Тургайской области, образуемая северо-востоком Актюбинского уезда и северо-западом Кустанайского уезда, с городом Ясный поселком Озерный Светлинского района в ней, также входит в состав Оренбургской области России.

## География

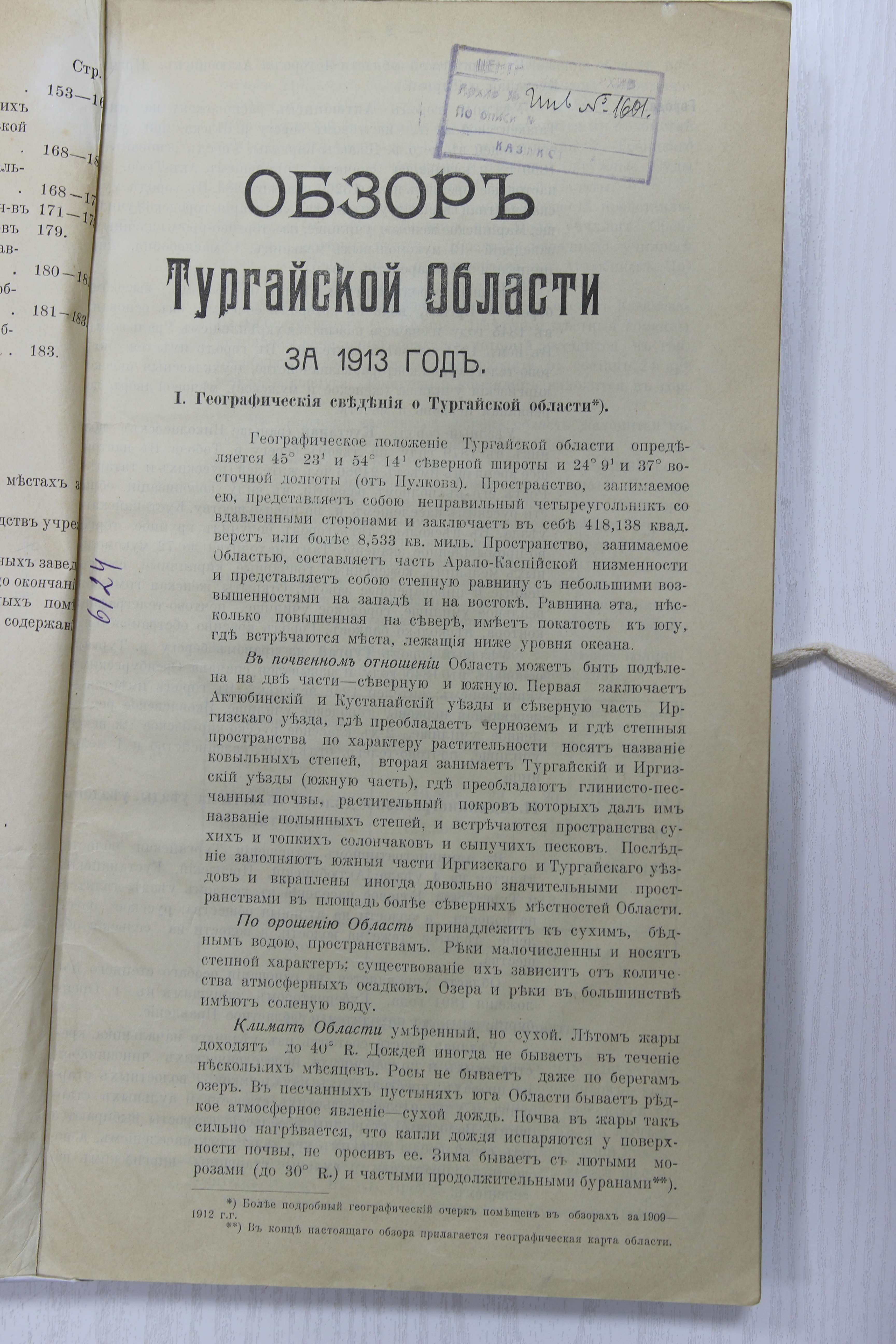
Географическая сведения о Тургайской области. 1913 г.

Площадь области до 456 185 км² (400 830 кв. вёрст).
Границы области составляли с севера — Оренбургская губерния, с запада — Уральская область, с востока — Акмолинская область, с юга — Аральское море и Сырдарьинская область.

### Природа
Область занимала северо-восточную область Арало-Каспийской низменности и Тургайское плато. Климат здесь резко континентальный: зима продолжительная и холодная, лето жаркое и сухое. Средняя температура января —17,7 °С, июля 21 °С на севере и 24,2 °С на юге. Характерны сильные ветры (зимой — снежные метели и бураны, летом — суховеи и пыльные бури). Основная часть области располагалась в бассейне бессточных рек Тургай и Улы-Жыланшык. Все реки снегового питания; весной сильно разливаются, а летом мелеют или разбиваются на плёсы.

## История
Местность некогда входила в состав Малой и Средней орд, которые в царствование Анны Иоанновны были приняты в подданство России и до 1820-х годов подчинялись пограничной системе управления: в течение этого времени правительство поддерживало поставленных над киргизами ханов и, оградив степные окраины линиями укреплённых пунктов, не вмешивалось в дела внутреннего управления кочевников. Для сношения с ними в Оренбурге в 1772 году была открыта пограничная экспедиция, переформированная в 1799 году в пограничную комиссию.
22 июня 1822 года введён новый устав, по которому Сибирская степь разделилась на округи, подчинённые окружным приказам, расположенным внутри степи; во главе приказов поставлены выборные старшие султаны, а округи разделены на волости и аулы. В то же время в Малой орде было упразднено ханское достоинство, а Оренбургская киргизская степь разделена на три части, Западную, Среднюю и Восточную. Управление ими было вверено особым старшим султанам, переименованным впоследствии в султанов-правителей.
Неудачный Хивинский поход 1839—1840 годов и восстание султана Кенесары Касымова (в 1837—1847 годах) показали всё несовершенство этого порядка. С 1843 по 1848 год в степи быстро возникли укрепления: Уральское (город Иргиз), Оренбургское (город Тургай), форт Карабутакский (на половине пути между крепостью Орской и укреплением Уральским), укреплениями Ново-Петровское (на самом берегу Каспийского моря, ныне Форт-Шевченко) и Раимское или форт № 1 (на реке Сыр-Дарье). При этих укреплениях устраивались и русские поселения.
В конце 1850-х годов спокойствие в Киргизской степи сделалось явлением обычным, и она была введена в состав империи на общих основаниях, с передачей из ведения Министерства иностранных дел в ведомство Министерства внутренних дел, при чём переименованы были: Оренбургская киргизская степь — в Область Оренбургских Киргизов, а пограничная комиссии — в областное правление оренбургскими киргизами. Недолго затем продолжали существовать и должности султанов-правителей.
В 1857 году вдоль западной окраины Тургайского плато проследовала экспедиция русского географа Н. А. Северцова.
В 1865 году Область Оренбургских Киргизов была разделена на две:
- Уральскую (из земель Уральского казачьего войска, западной и небольшого пространства средней части Области оренбургских киргизов);
- Тургайскую (учреждена Высочайшим именным Указом от 21 октября 1868 г., на базе восточной части Области оренбургских киргизов).

Областное правление, во главе которого стоял военный губернатор, помещалось в Оренбурге (открыто 2 января 1869 г. — П. С. З. 46.726), за неимением в Тургайской области соответствующего нуждам центральной администрации города или поселения.
В 1889—1898 годах исследованием области активно занимался старший советник Тургайского областного управления Иван Иванович Крафт.
В годы Первой мировой войны тыловой и пустынный Тургайский регион неожиданно стал театром военных действий: в 1916 году здесь вспыхнул казахский мятеж Амангельды Иманова, инспирированный «младотурками» и германо-турецкой миссией Оскара Нидермайера.
В 1919 году Кустанайский уезд был передан в состав Челябинской губернии.
В первой половине 1920 года область преобразована в Тургайскую губернию, но 7 июля того же года упразднена, а её территория вошла в состав Оренбургско-Тургайской губернии.

## Герб Тургайской области

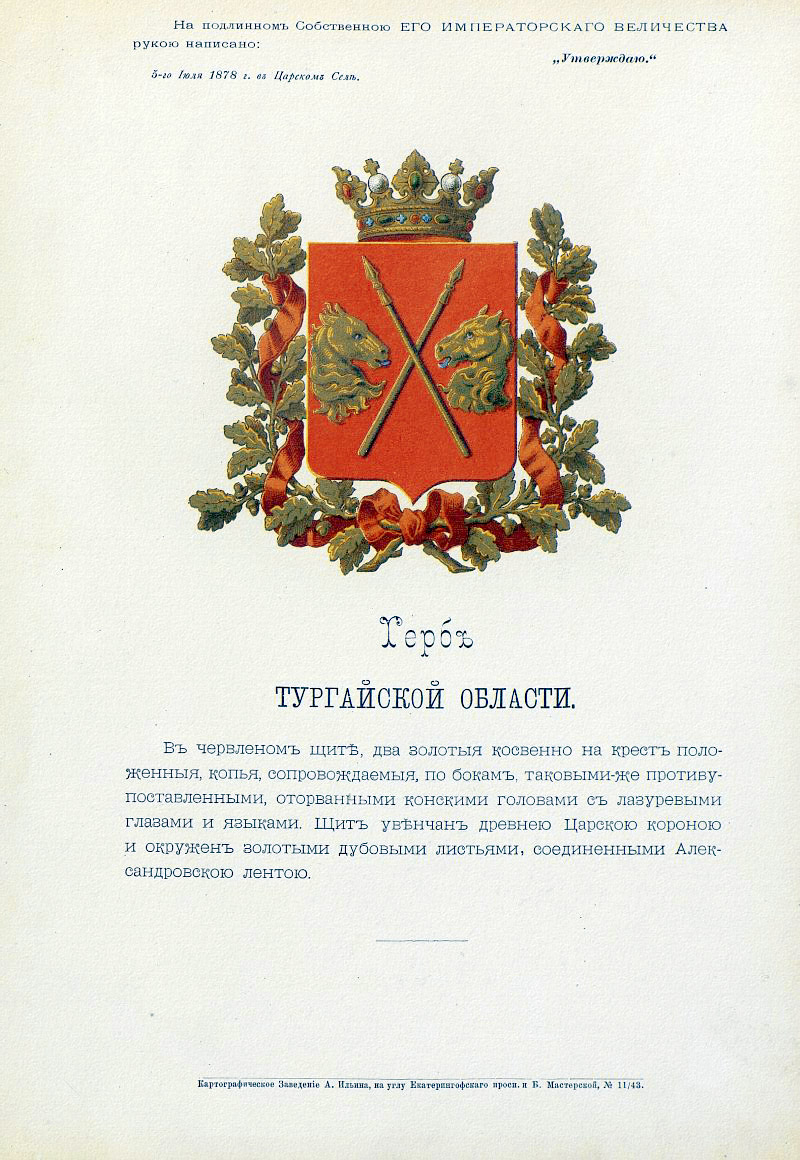
Герб области c оф.описанием, утверждённый Александром II (1878)

Утверждён 5 июля 1878 года. Описание герба: «В червленом щите два золотых косвенно накрест положенных копья, сопровождаемые, по бокам, таковыми же противупоставленными оторванными конскими головами с лазуревыми глазами и языками. Щит увенчан древнею Царскою короною и окружен золотыми дубовыми листьями, соединенными Александровскою лентою».

## Административное деление

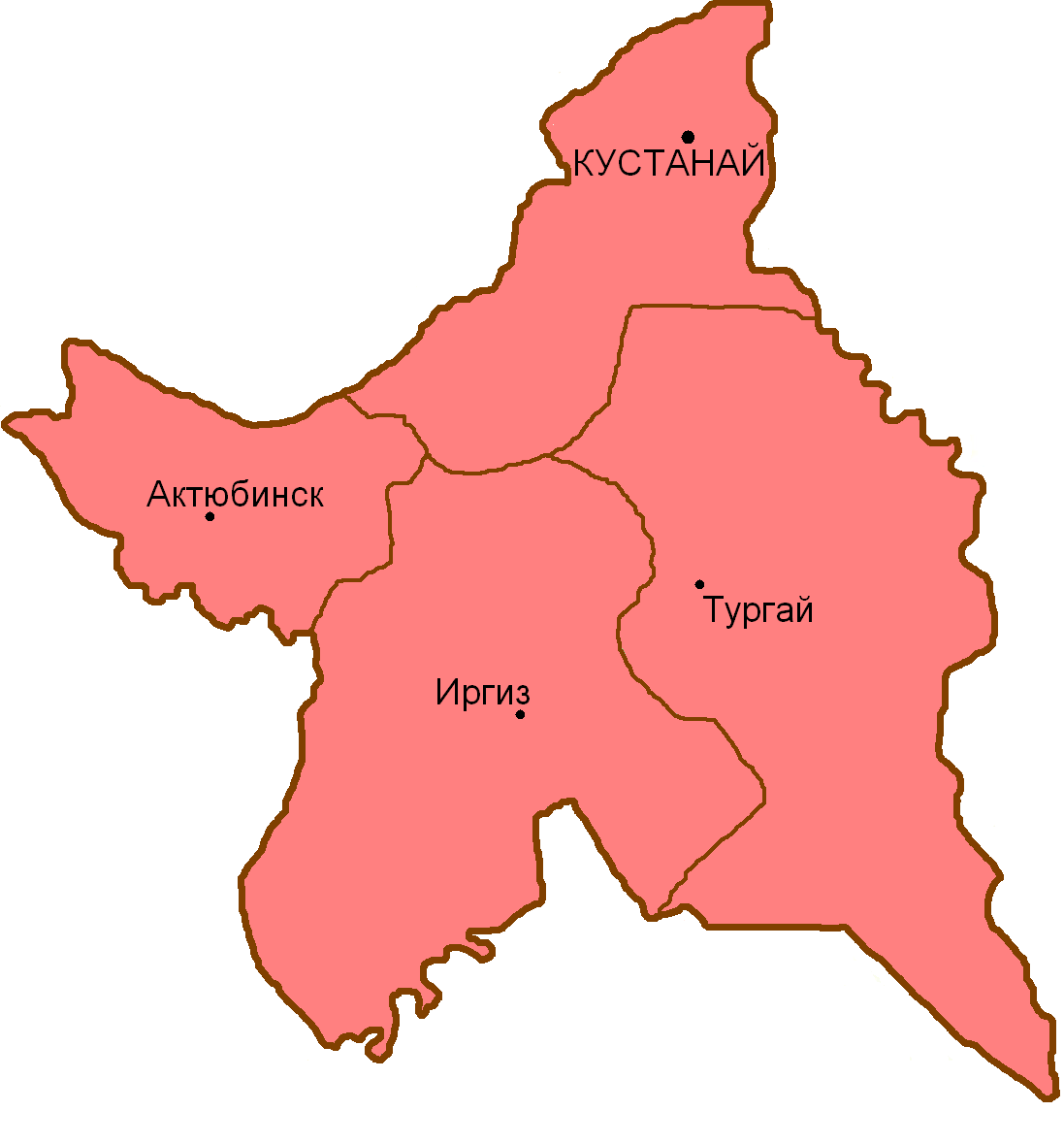
Карта административного деления Тургайской области

В начале XX века область была разделена на 4 уезда, уезды — на волости, волости — на аулы. Существовало ещё деление аулов на пятидесятничества и десятничества, но это деление не имело большого значения, так же как и в русских посёлках сотские и десятники.
| № | Уезд         | Уездный город          | Площадь, вёрст² | Население (1897), чел. |
| - | ------------ | ---------------------- | --------------- | ---------------------- |
| 1 | Актюбинский  | Актюбинск (2817 чел.)  | 50 360,0        | 115 215                |
| 2 | Иргизский    | Иргиз (1542 чел.)      | 128 660,0       | 98 697                 |
| 3 | Кустанайский | Кустанай (14 275 чел.) | 72 740,0        | 152 556                |
| 4 | Тургайский   | Тургай (896 чел.)      | 148 020,0       | 86 948                 |

## Население

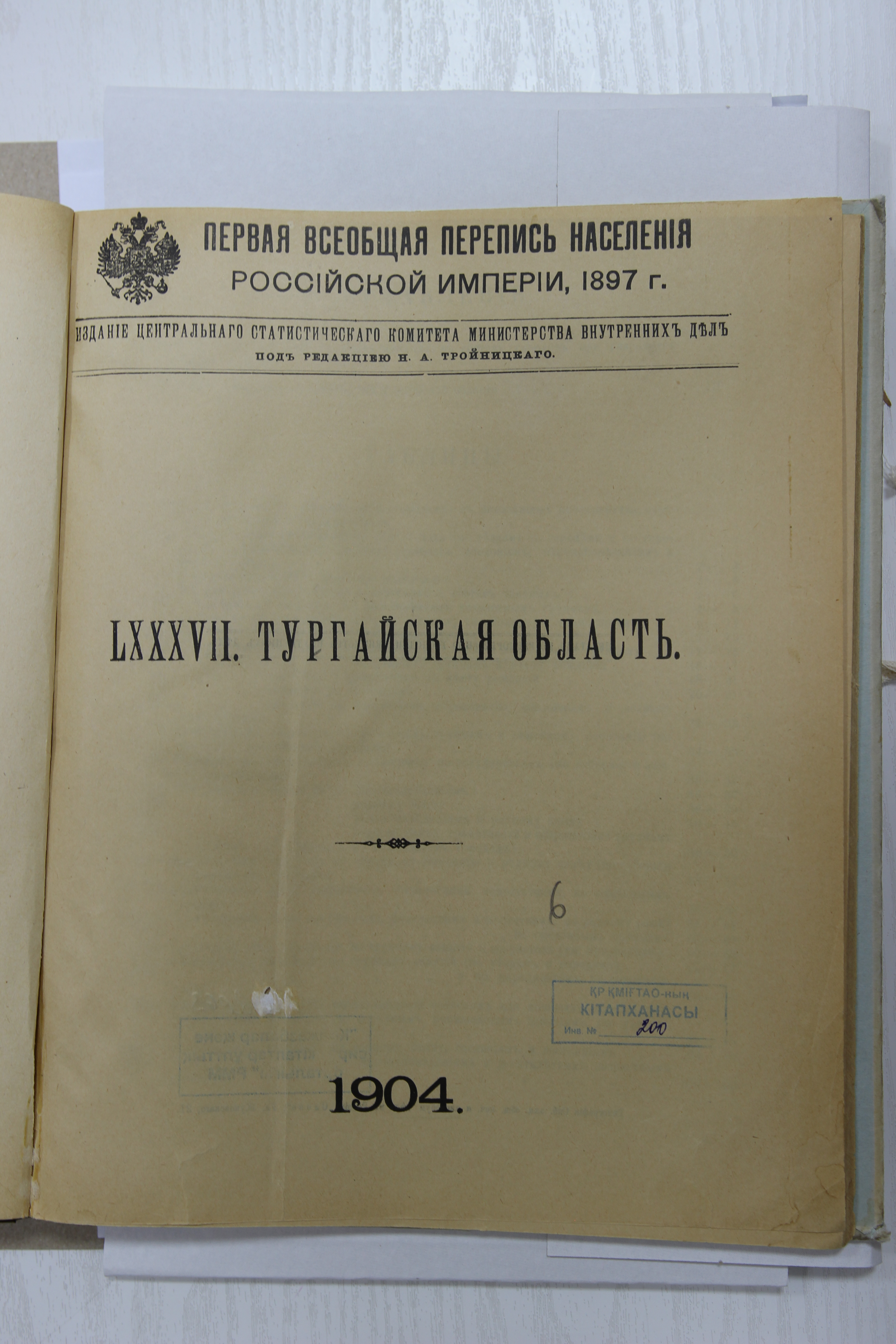
Перепись населения Тургайская область. 1904 г.

По окончательному подсчёту переписи 1897 года в области оказалось 453 416 жителей, из них в городах 19 530; самый крупный город — Кустанай (14 тыс.).
Национальный состав в 1897 году:
| Уезд            | Казахи | русские | украинцы | мордва | татары |
| --------------- | ------ | ------- | -------- | ------ | ------ |
| Область в целом | 90,6 % | 6,7 %   | 1,0 %    | …      | …      |
| Актюбинский     | 95,1 % | 2,8 %   | …        | …      | …      |
| Иргизский       | 98,4 % | …       | …        | …      | …      |
| Кустанайский    | 77,4 % | 16,9 %  | 2,3 %    | 1,3 %  | 1,1 %  |
| Тургайский      | 99,1 % | …       | …        | …      | …      |

Доля грамотных в 1897 году составляла 4,5 % (7,5 % среди мужчин, 1,2 % среди женщин). При этом среди населения с родным русским языком доля грамотных составляла 16,6 % (25,7 % у мужчин и 6,9 % у женщин), а у населения с родным киргизским языком — 3,1 % (5,6 % у мужчин и 0,4 % у женщин).

## Руководство области
Областное правление, во главе которого стоял военный губернатор, помещалось в Оренбурге за неимением в области соответствующего нуждам центральной администрации города или поселения. Уездные власти состояли из уездного начальника, волостных управителей и аульных старшин. Последние должности замещались исключительно киргизами, по выбору самого общества.

### Военные губернаторы
| Ф. И. О.                          | Титул, чин, звание                                     | Время замещения должности |
| --------------------------------- | ------------------------------------------------------ | ------------------------- |
| Баллюзек Лев Фёдорович            | Свиты Его Величества генерал-майор (генерал-лейтенант) | 02.01.1869—19.02.1877     |
| Гейнс Александр Константинович    | генерал-майор                                          | 19.02.1877—14.09.1878     |
| Константинович Александр Петрович | генерал-майор                                          | 10.10.1878—30.07.1883     |
| Проценко Александр Петрович       | генерал-майор                                          | 25.11.1883—22.12.1887     |
| Барабаш Яков Феодорович           | генерал-майор                                          | 06.02.1888—03.10.1899     |
| Ломачевский Асинкрит Асинкритович | генерал-лейтенант                                      | 30.01.1900—14.01.1908     |
| Страховский Иван Михайлович       | действительный статский советник                       | 11.01.1908—02.11.1910     |
| Эверсман Михаил Михайлович        | статский советник (действительный статский советник)   | 02.11.1910—1917           |

### Вице-губернаторы
| Ф. И. О.                             | Титул, чин, звание                                               | Время замещения должности |
| ------------------------------------ | ---------------------------------------------------------------- | ------------------------- |
| Юрковский Константин Викентьевич     | статский советник                                                | 10.01.1869—16.02.1870     |
| Георгиевский Николай Петрович        | действительный статский советник                                 | 20.03.1870—03.05.1876     |
| Ильин Владимир Фёдорович             | действительный статский советник                                 | 27.05.1876—1885           |
| Мусин-Пушкин Александр Александрович | граф, в звании камер-юнкера, и. о., и. д. (утверждён 05.04.1887) | 14.05.1886—19.11.1887     |
| Киреев Иван Петрович                 | полковник (генерал-майор)                                        | 06.02.1888—23.05.1893     |
| Бельгард Валериан Валерианович       | полковник                                                        | 12.06.1893—04.07.1897     |
| Юркевич Константин Николаевич        | статский советник                                                | 12.07.1897—08.1902        |
| Богданович Николай Евгеньевич        | надворный советник (коллежский советник)                         | 15.10.1902—12.02.1904     |
| Фере Василий Юлианович               | надворный советник (коллежский советник)                         | 12.02.1904—27.06.1905     |
| Леонтьев Александр Николаевич        | статский советник                                                | 27.06.1905—05.02.1907     |
| Мишин Владимир Александрович         | действительный статский советник                                 | 05.02.1907—28.09.1909     |
| Ващенко Александр Андреевич          | статский советник                                                | 28.09.1909—1913           |
| Обухов Семён Николаевич              | коллежский советник                                              | 1913—1917                 |

## Символика

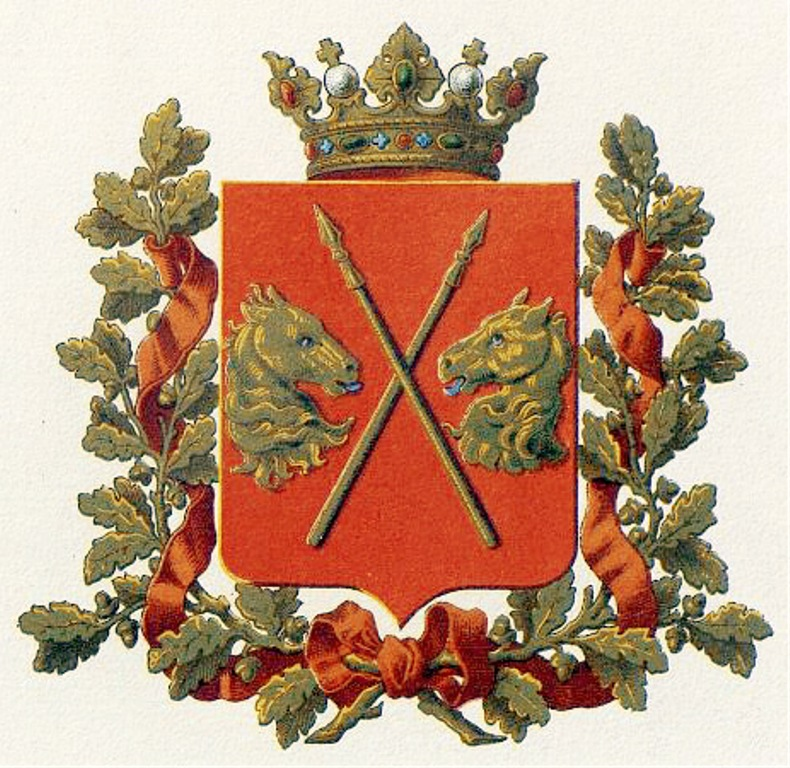
Официальный герб области (изд. МВД, 1880): языки коней синие
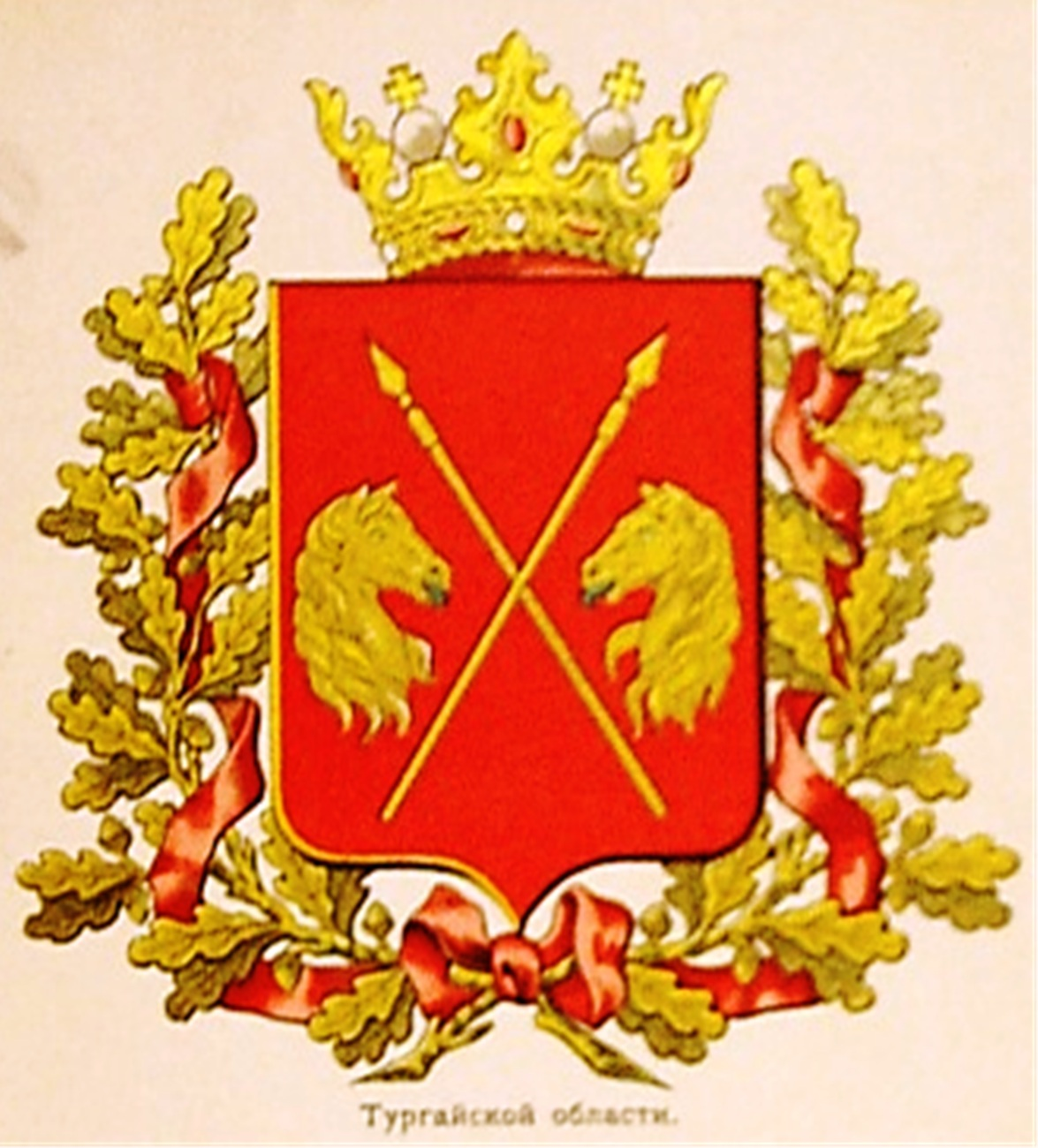
Неофициальный герб области (изд. Сукачова, 1878): языки коней красные
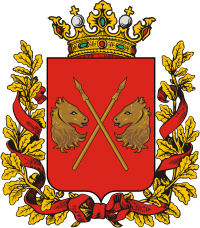
Современный рисунок герба (2000-е годы)
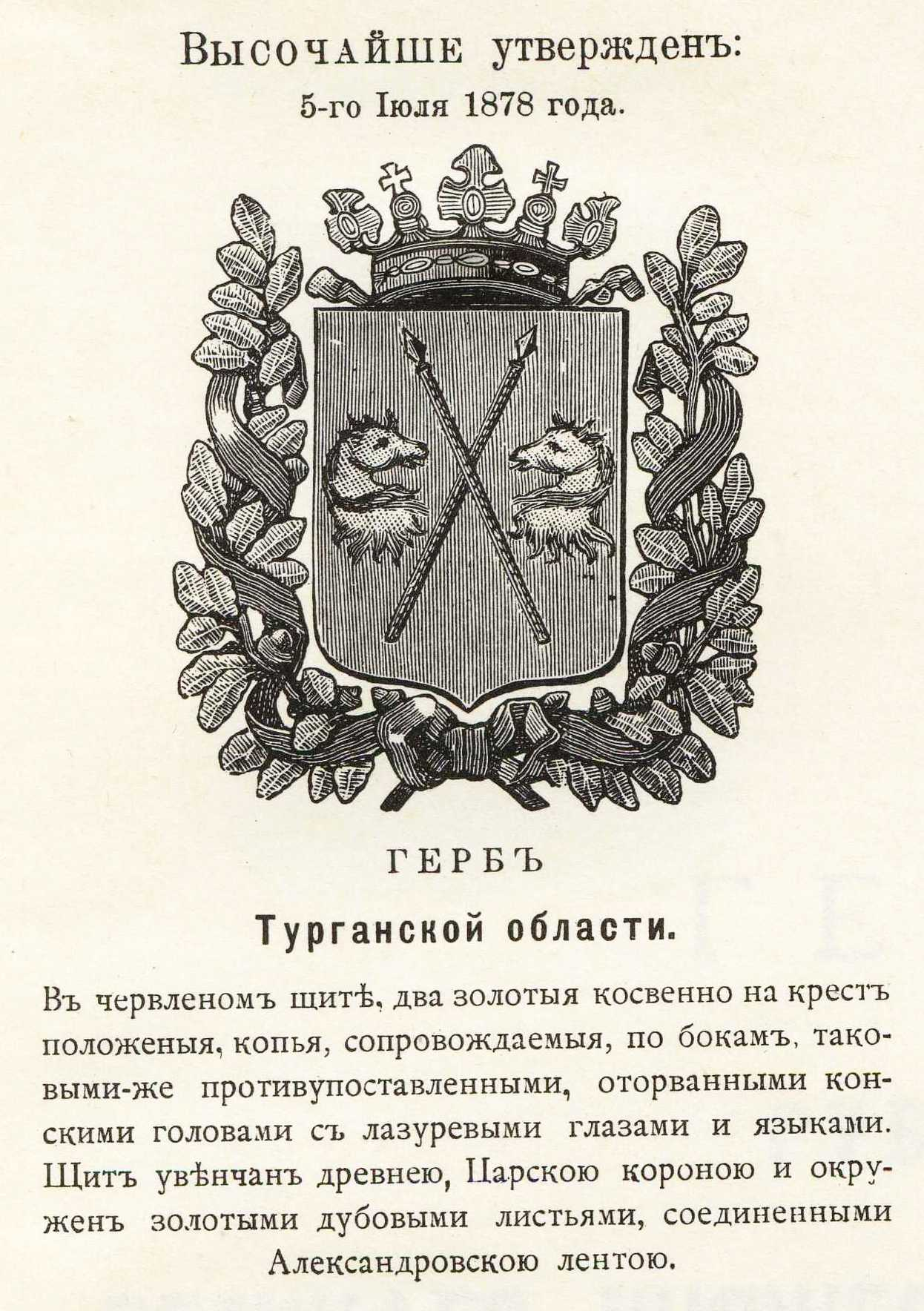
Герб области с оф.описанием (П. Винклер, 1899)